# Ходжмен (округ)
Хо́джмен (англ. Hodgeman County; стандартное обозначение HG) — округ в штате Канзас, США. Официально образован 26 февраля 1867 года. По состоянию на 2010 год, численность населения составляла 1 916 человек.

## География
По данным Бюро переписи США, общая площадь округа равняется 2 227,402 км2, из которых 2 227,402 км2 суша и 0,777 км2 или 0,040 % это водоёмы.

## Население
По данным переписи населения 2000 года в округе проживает 2 085 жителей в составе 796 домашних хозяйств и 581 семей. Плотность населения составляет 1,00 человек на км2. На территории округа насчитывается 945 жилых строений, при плотности застройки менее 1,00-го строения на км2. Расовый состав населения: белые — 97,31 %, афроамериканцы — 0,91 %, коренные американцы (индейцы) — 0,24 %, азиаты — 0,48 %, гавайцы — 0,00 %, представители других рас — 1,06 %, представители двух или более рас — 0,00 %. Испаноязычные составляли 2,69 % населения независимо от расы.
В составе 34,70 % из общего числа домашних хозяйств проживают дети в возрасте до 18 лет, 65,10 % домашних хозяйств представляют собой супружеские пары проживающие вместе, 4,40 % домашних хозяйств представляют собой одиноких женщин без супруга, 27,00 % домашних хозяйств не имеют отношения к семьям, 24,70 % домашних хозяйств состоят из одного человека, 14,20 % домашних хозяйств состоят из престарелых (65 лет и старше), проживающих в одиночестве. Средний размер домашнего хозяйства составляет 2,58 человека, и средний размер семьи 3,09 человека.
Возрастной состав округа: 29,00 % моложе 18 лет, 4,70 % от 18 до 24, 25,20 % от 25 до 44, 22,10 % от 45 до 64 и 22,10 % от 65 и старше. Средний возраст жителя округа 40 лет. На каждые 100 женщин приходится 97,30 мужчин. На каждые 100 женщин старше 18 лет приходится 96,90 мужчин.
Средний доход на домохозяйство в округе составлял 35 994 USD, на семью — 39 358 USD. Среднестатистический заработок мужчины был 27 568 USD против 21 534 USD для женщины. Доход на душу населения составлял 15 599 USD. Около 10,70 % семей и 11,50 % общего населения находились ниже черты бедности, в том числе — 11,90 % молодёжи (тех, кому ещё не исполнилось 18 лет) и 7,70 % тех, кому было уже больше 65 лет.